# Gerichtsorganisation im Großherzogtum Berg
Die Gerichtsorganisation im Großherzogtum Berg wurde 1811 der französischen Gerichtsorganisation angepasst.
Das Großherzogtum Berg sollte auch als Modellstaat für die anderen deutschen Staaten dienen. Daher wurden 1810 der Code civil und der Code pénal als Grundlage der Rechtsprechung eingeführt. Zwei Jahre später wurde die bisherige Justizorganisation nach französischem Vorbild umgebildet.
Rechtsgrundlage war das Kaiserliche Dekret vom 17. Dezember 1811 über die Organisation der Justiz. Damit wurde auch die Trennung der Rechtsprechung von der Verwaltung vollzogen.
Die Umsetzung war jedoch durch die geringe Größe des Großherzogtums beeinträchtigt. Es hatte die Größe eines großen französischen Départements, war jedoch 1811 in drei Departements und neun Arrondissements gegliedert. Eine Einrichtung von Tribunalen erster Instanz in allen neun Arrondissements hätte eine zu hohe Dichte an Gerichten (und damit Kosten) bedeutet. Auch war es nicht sinnvoll, einen eigenen Kassationshof zu errichten.
Es wurde daher der Kassationshof Paris als oberstes Gericht des Großherzogtums bestimmt. Das französische Gerichtssystem sah vor, Urteile des jeweiligen Appellationsgerichtshofs, die vom Kassationshof beanstandet wurden, an einen anderen Appellationsgerichtshof zurückzuverweisen. Auch dies konnte nicht gelingen, da der Appellationsgerichtshof Düsseldorf der einzige des Großherzogtums war. Bei fehlerhaften Urteilen sollte der Kassationshof Paris die Prozesse daher an die Appellationsgerichtshöfe Lüttich, Brüssel, Den Haag oder Hamburg zurückverweisen, obwohl diese formal im Ausland lagen.
Bei den Tribunalen erster Instanz, die auf Ebene der Arrondissements eingerichtet wurden, wurden für das Arrondissement Siegen und das Arrondissement Elberfeld keine eigenen Gerichte eingerichtet. Es bestanden daher nur sieben statt neun dieser Gerichte.

## Liste der Gerichte
An Ober- und Mittelgerichten bestanden:
- Kassationshof Paris
  - Appellationsgerichtshof Düsseldorf
    - Tribunal erster Instanz Essen
    - Tribunal erster Instanz Düsseldorf
    - Tribunal erster Instanz Dortmund
    - Tribunal erster Instanz Hagen
    - Tribunal erster Instanz Hamm
    - Tribunal erster Instanz Mülheim am Rhein
    - Tribunal erster Instanz Dillenburg

Für schwere Kriminalfälle wurden auf Ebene der Départements Schwurgerichte gebildet. Diesen stand ein Senatspräsident oder Rat des Appellationsgerichtshofs Düsseldorf vor.
Darunter bestanden folgende 59 Friedensgerichte auf Ebene der Kantone:
| Friedensgericht                | Sitz           | Tribunal erster Instanz                  | Anmerkungen |
| ------------------------------ | -------------- | ---------------------------------------- | ----------- |
| Friedensgericht Düsseldorf     | Düsseldorf     | Tribunal erster Instanz Düsseldorf       |             |
| Friedensgericht Ratingen       | Ratingen       | Tribunal erster Instanz Düsseldorf       |             |
| Friedensgericht Velbert        | Velbert        | Tribunal erster Instanz Düsseldorf       |             |
| Friedensgericht Mettmann       | Mettmann       | Tribunal erster Instanz Düsseldorf       |             |
| Friedensgericht Richrath       | Richrath       | Tribunal erster Instanz Düsseldorf       |             |
| Friedensgericht Opladen        | Opladen        | Tribunal erster Instanz Düsseldorf       |             |
| Friedensgericht Elberfeld      | Elberfeld      | Tribunal erster Instanz Düsseldorf       |             |
| Friedensgericht Barmen         | Barmen         | Tribunal erster Instanz Düsseldorf       |             |
| Friedensgericht Ronsdorf       | Ronsdorf       | Tribunal erster Instanz Düsseldorf       |             |
| Friedensgericht Lennep         | Lennep         | Tribunal erster Instanz Düsseldorf       |             |
| Friedensgericht Wipperfürth    | Wipperfürth    | Tribunal erster Instanz Düsseldorf       |             |
| Friedensgericht Wermelskirchen | Wermelskirchen | Tribunal erster Instanz Düsseldorf       |             |
| Friedensgericht Solingen       | Solingen       | Tribunal erster Instanz Düsseldorf       |             |
| Friedensgericht Mülheim        | Mülheim        | Tribunal erster Instanz Mülheim am Rhein |             |
| Friedensgericht Bensberg       | Bensberg       | Tribunal erster Instanz Mülheim am Rhein |             |
| Friedensgericht Lindlar        | Lindlar        | Tribunal erster Instanz Mülheim am Rhein |             |
| Friedensgericht Siegburg       | Siegburg       | Tribunal erster Instanz Mülheim am Rhein |             |
| Friedensgericht Königswinter   | Königswinter   | Tribunal erster Instanz Mülheim am Rhein |             |
| Friedensgericht Essen          | Essen          | Tribunal erster Instanz Essen            |             |
| Friedensgericht Werden         | Werden         | Tribunal erster Instanz Essen            |             |
| Friedensgericht Duisburg       | Duisburg       | Tribunal erster Instanz Essen            |             |
| Friedensgericht Dinslaken      | Dinslaken      | Tribunal erster Instanz Essen            |             |
| Friedensgericht Ringenberg     | Ringenberg     | Tribunal erster Instanz Essen            |             |
| Friedensgericht Dorsten        | Dorsten        | Tribunal erster Instanz Essen            |             |
| Friedensgericht Recklinghausen | Recklinghausen | Tribunal erster Instanz Essen            |             |
| Friedensgericht Siegen         | Siegen         | Tribunal erster Instanz Dillenburg       |             |
| Friedensgericht Netphen        | Netphen        | Tribunal erster Instanz Dillenburg       |             |
| Friedensgericht Wildenburg     | Wildenburg     | Tribunal erster Instanz Dillenburg       |             |
| Friedensgericht Waldbröl       | Waldbröl       | Tribunal erster Instanz Dillenburg       |             |
| Friedensgericht Eitorf         | Eitorf         | Tribunal erster Instanz Dillenburg       |             |
| Friedensgericht Homburg        | Homburg        | Tribunal erster Instanz Dillenburg       |             |
| Friedensgericht Gummersbach    | Gummersbach    | Tribunal erster Instanz Dillenburg       |             |
| Friedensgericht Dillenburg     | Dillenburg     | Tribunal erster Instanz Dillenburg       |             |
| Friedensgericht Herborn        | Herborn        | Tribunal erster Instanz Dillenburg       |             |
| Friedensgericht Driedorf       | Driedorf       | Tribunal erster Instanz Dillenburg       |             |
| Friedensgericht Rennerod       | Rennerod       | Tribunal erster Instanz Dillenburg       |             |
| Friedensgericht Hadamar        | Hadamar        | Tribunal erster Instanz Dillenburg       |             |
| Friedensgericht Westerburg     | Westerburg     | Tribunal erster Instanz Dillenburg       |             |
| Friedensgericht Runkel         | Runkel         | Tribunal erster Instanz Dillenburg       |             |
| Friedensgericht Dortmund       | Dortmund       | Tribunal erster Instanz Dortmund         |             |
| Friedensgericht Bochum         | Bochum         | Tribunal erster Instanz Dortmund         |             |
| Friedensgericht Hörde          | Hörde          | Tribunal erster Instanz Dortmund         |             |
| Friedensgericht Unna           | Unna           | Tribunal erster Instanz Dortmund         |             |
| Friedensgericht Werne          | Werne          | Tribunal erster Instanz Dortmund         |             |
| Friedensgericht Lüdinghausen   | Lüdinghausen   | Tribunal erster Instanz Dortmund         |             |
| Friedensgericht Sendenhorst    | Sendenhorst    | Tribunal erster Instanz Dortmund         |             |
| Friedensgericht Hagen          | Hagen          | Tribunal erster Instanz Hagen            |             |
| Friedensgericht Schwelm        | Schwelm        | Tribunal erster Instanz Hagen            |             |
| Friedensgericht Hattingen      | Hattingen      | Tribunal erster Instanz Hagen            |             |
| Friedensgericht Hagen          | Hagen          | Tribunal erster Instanz Hagen            |             |
| Friedensgericht Hagen          | Hagen          | Tribunal erster Instanz Hagen            |             |
| Friedensgericht Limburg        | Limburg        | Tribunal erster Instanz Hagen            |             |
| Friedensgericht Iserlohn       | Iserlohn       | Tribunal erster Instanz Hagen            |             |
| Friedensgericht Neuenrade      | Neuenrade      | Tribunal erster Instanz Hagen            |             |
| Friedensgericht Lüdenscheid    | Lüdenscheid    | Tribunal erster Instanz Hagen            |             |
| Friedensgericht Hamm           | Hamm           | Tribunal erster Instanz Hamm             |             |
| Friedensgericht Soest          | Soest          | Tribunal erster Instanz Hamm             |             |
| Friedensgericht Ahlen          | Ahlen          | Tribunal erster Instanz Hamm             |             |
| Friedensgericht Beckum         | Beckum         | Tribunal erster Instanz Hamm             |             |
| Friedensgericht Oelde          | Oelde          | Tribunal erster Instanz Hamm             |             |
| Friedensgericht Lippstadt      | Lippstadt      | Tribunal erster Instanz Hamm             |             |
| Friedensgericht Rheda          | Rheda          | Tribunal erster Instanz Hamm             |             |
| Friedensgericht Warendorf      | Warendorf      | Tribunal erster Instanz Hamm             |             |
| Friedensgericht Sassenberg     | Sassenberg     | Tribunal erster Instanz Hamm             |             |

Mit Gesetz vom 17. Dezember 1811 wurden nach französischem Vorbild Conseils de Prud’hommes (deutsch zeitgenössisch übersetzt mit: Räte von Gewerbesachverständigen) angeordnet. Eine Umsetzung dieses Gesetzes erfolgte jedoch aufgrund des Zusammenbruchs des Großherzogtums nicht.
Am 4. März 1812 wurde ein Spezialgerichtshof zur Aburteilung von Zollvergehen, das Spezial-Zolltribunal eröffnet.

## Generalgouvernement Berg
Bereits zwei Jahre nach der Neuordnung der Gerichtsorganisation endete das Großherzogtum Berg. Im Generalgouvernement Berg ergaben sich notwendigerweise Änderungen. Zunächst fiel die Möglichkeit einer Anrufung des Kassationshofes in Paris weg. Stattdessen wurde ein Kassationshof Düsseldorf als Oberstes Gericht eingesetzt. Diesem war das bestehende Appellationsgerichtshof Düsseldorf sowie das am 16. Dezember 1813 eingesetzte Handelsgericht Elberfeld untergeordnet. An Tribunalen erster Instanz waren, bedingt durch die Gebietsverluste nur noch das Tribunal erster Instanz Düsseldorf (für den nördlichen Teil des Generalgouvernements) und das Tribunal erster Instanz Mülheim (für den südlichen Teil des Generalgouvernements) verblieben. Es gab nun keine Übereinstimmung mehr mit den Verwaltungsgebieten. Die Schwurgerichte waren mit Erlass vom 28. Februar 1814 abgeschafft worden.

## Liste der Gerichte im Generalgouvernement Berg
- Kassationshof Düsseldorf
- Handelsgericht Elberfeld
- Appellationsgerichtshof Düsseldorf
- Tribunal erster Instanz Düsseldorf
- Tribunal erster Instanz Mülheim am Rhein

(sowie die verbliebenen Friedensgerichte im Generalgouvernement Berg)